# Diaphus kora
Diaphus kora is een straalvinnige vissensoort uit de familie van lantaarnvissen (Myctophidae). De wetenschappelijke naam van de soort is voor het eerst geldig gepubliceerd in 1995 door Nafpaktitis, Robertson & Paxton.